# Mario Götze
Mario Götze (født 3. juni 1992 i Memmingen, Tyskland) er en tysk fodboldspiller, der spiller som offensiv midtbane hos Eintracht Frankfurt.

## Landshold
Götze står (pr. 25. maj 2017) noteret for 62 kampe og 17 mål for Tysklands landshold, som han debuterede for den 17. november 2010 i en venskabskamp mod Sverige, der sluttede 0-0. Derudover har han tidligere repræsenteret Tyskland på landets mange ungdomslandshold, og blandt andet spillet U/15, U/16, U/17 og U/21.
Götze var med til at vinde guld med tyskerne ved VM i 2014 i Brasilien. I finalen mod Argentina blev han matchvinder i anden halveg af den forlængede spilletid.

## Klub

### Borussia Dortmund
Mario Götze kom til Borussia Dortmund i 2001.[kilde mangler] Han har spillet for klubben i meget af sin seniorkarriere og størstedelen af sine ungdomsår. Han debuterede for klubbens førstehold den 21. november 2009 i en Bundesligakamp mod Mainz 05.

### Bayern München
Den 23. april 2013 blev det offentliggjort på Dortmunds hjemmeside, at Mario Götze skifter til Bayern München, som udløste en frikøbsklausul på 37 millioner euro. Hans skiftede officielt d. 1. juli 2013 til klubben.[kilde mangler]

### Borussia Dortmund
I sommeren 2016 skiftede Götze tilbage til Borussia Dortmund.

## Ekstern henvisninger
- Mario Götzes opslag i Munzinger Sportsarchiv (tysk)
- Mario Götzes spillerprofil hos FIFA (engelsk)
- Mario Götzes spillerprofil hos UEFA (engelsk)
- Mario Götzes profil hos Tysklands fodboldforbund (tysk)
- Mario Götzes profil hos L’Équipe (fransk)
- Mario Götzes profil hos EU-football.info (engelsk)
- Mario Götzes spillerprofil på Transfermarkt (engelsk)
- Mario Götzes spillerprofil på national-football-teams.com (engelsk)
- Mario Götzes profil på WorldFootball.net (engelsk)
- Mario Götzes spillerprofil på Soccerbase.com (engelsk)